# SEF Virtus
SEF Virtus – włoski klub piłkarski z siedzibą w Bolonii.

## Historia
Chronologia nazw:
- 1871: Società Sezionale di Ginnastica
- 1889: Società Ginnastica Educativa Virtus
- 1910: sekcja piłkarska powstała
- 1920: Virtus Gruppo Sportivo Bolognese - po fuzji z GS Bolognese
- 1922: Società Educazione Fisica Virtus Bologna - po fuzji z Nazionale Emilia FBC
- 1924: sekcja piłkarska rozwiązana
- 1925: Virtus Bologna Sportiva
- 1945: Società di Educazione Fisica Virtus

17 stycznia 1871 założono w Bolonii klub gimnastyczny Società Sezionale di Ginnastica. W 1889 r. do jego nazwy dodano człon „Virtus” (Società Ginnastica Educativa Virtus).
W 1910 r. ramach klubu utworzono sekcję piłkarską. W sezonie 1909/10 startował w Terza Categoria, zajmując 2. miejsce w grupie Emilia. Jednak potem nie brał udziału w mistrzostwach Włoch. W 1920 r. wchłonął on klub GS Bolognese i w sezonie 1920/21 jako Virtus Gruppo Sportivo Bolognese startował w Prima Categoria, zajmując 4. miejsce w grupie B Emiliano. W 1921 r. powstał drugi związek piłkarski C.C.I., w związku z czym mistrzostwa prowadzone osobno dla dwóch federacji. W sezonie 1921/22 kontynuował występy w Prima Categoria (pod patronatem F.I.G.C.), gdzie był drugim w finale Emiliano. W 1922 r. po kompromisie Colombo mistrzostwa obu federacji zostały połączone, a klub po fuzji z Nazionale Emilia FBC kontynuował występy w Prima Divisione. Z nową nazwą Società Educazione Fisica Virtus Bologna w sezonie 1922/23 zajął 7.miejsce w grupie B Prima Divisione Nord. W następnym sezonie 1923/24 zajął ostatnie 4. miejsce w grupie A i został zdegradowany do Seconda Divisione. Jednak przed rozpoczęciem sezonu 1925/26 klub zrezygnował z dalszych występów i rozwiązał sekcję piłkarską.
W 1925 r. klub zmienił nazwę na Virtus Bologna Sportiva, a w 1945 r. przyjął obecną nazwę Società di Educazione Fisica Virtus (skrócono SEF Virtus).
Obecnie w klubie istnieją sekcje koszykówki, szermierki, baseballu, lekkiej atletyki, gimnastyki, narciarstwa, tenisu, futbolu amerykańskiego oraz piłki nożnej (juniorskiej).

## Sukcesy

### Trofea międzynarodowe
Nie uczestniczył w rozgrywkach europejskich (stan na 31-05-2017).

### Trofea krajowe
| \| \| Zdobyte trofea w rozgrywkach Włoch (stan na: 31-05-2017) \| |                                                          |      |                          |
| Rozgrywki                                                         | Osiągnięcie                                              | Razy | Sezon(y)                 |
| · Mistrzostwo                                                     | I miejsce                                                | 0    |                          |
| · Mistrzostwo                                                     | II miejsce                                               | 0    |                          |
| · Mistrzostwo                                                     | III miejsce                                              | 0    |                          |
| · Mistrzostwo                                                     | 2.miejsce                                                | 1    | 1921/22 (finał Emiliano) |
| · Puchar                                                          | zdobywca                                                 | 0    |                          |
| · Puchar                                                          | finalista                                                | 0    |                          |
| II liga                                                           | I miejsce                                                | 0    |                          |
| II liga                                                           | II miejsce                                               | 0    |                          |
| II liga                                                           | III miejsce                                              | 0    |                          |
| Włochy                                                            | Zdobyte trofea w rozgrywkach Włoch (stan na: 31-05-2017) |      |                          |

## Stadion
Drużyna rozgrywa mecze domowe na boisku Campo della Cesoia w Bolonii.